# Хужир (станция)
Хужи́р — станция Восточно-Сибирской железной дороги на южной линии Улан-Удэ — Наушки.
Расположена в посёлке станции Хужир Джидинского района Бурятии у юго-восточной окраины села Зарубино.

## История
Введена в эксплуатацию в 1940 году.
В 1985 году на станции снимались сцены фильма «Горький можжевельник» — проводы воинского эшелона на фронт. 
Пригородное движение поездов по маршруту Загустай — Наушки (реформированный Улан-Удэ — Наушки) по южной ветке ВСЖД отменено в 2014 году.

## Дальнее следование по станции
| № поезда | Маршрут движения | № поезда | Маршрут движения |
| -------- | ---------------- | -------- | ---------------- |
| 361      | Наушки — Иркутск | 362      | Иркутск — Наушки |